# Estación Pama
Pama fue una estación ferroviaria correspondiente al Longitudinal Norte ubicada en la comuna de Combarbalá, en la Región de Coquimbo, Chile. Actualmente la estación no presta servicios.

## Historia
Con el proceso de conexión de las vías ferroviarias del norte de Chile a través del Longitudinal Norte, una extensión ferroviaria entre la estación Illapel y Estación San Marcos construida desde norte a sur que inició sus obras en 1910 y fue entregada e inaugurada en 1913.
Entre la estación Matancilla y esta estación se tuvo que colocar una cremallera junto con la vía para que las máquinas pudieran transitar a través de las grandes pendientes del terreno.
Para 1967 la estación aún operaba, siendo suprimida mediante decreto del 28 de julio de 1978.
El edificio de la estación se encuentra en buenas condiciones y usada como vivienda personal, además se encuentran edificios secundarios y una torre de agua. Dos andenes se encuentran presentes y la estación posee una vía principal y dos locales.